# Клеопатра (фильм, 1910)
«Клеопатра» (фр. Cléopâtre) — немой короткометражный фильм, поставленный Анри Андреани совместно с Фернаном Зекка по пьесе Уильяма Шекспира во Франции. Премьера состоялась 14 января 1910 года в Дании, 11 мая в США.

## В ролях
- Мадлен Рош — Клеопатра
- Жанна Беранже
- Стася Наперковская — вестница
- Рианца — танцовщица